# Team Red Bull
Cet article concerne l'écurie de NASCAR. Pour l'équipe de course aérienne, voir Team Red Bull (course aérienne).
Le Team Red Bull est une ancienne écurie NASCAR basée à Mooresville en Caroline du Nord et appartenant à l'industriel autrichien Dietrich Mateschitz, propriétaire de la boisson énergétique Red Bull.

## Histoire

### Origines
Après avoir déménagé, Roger Penske a décidé de vendre ses anciennes installations. Le 26 janvier 2006, la nouvelle équipe a annoncé son intention d'acheter les installations et d'embaucher 75 employés.  Cependant, l'équipe n'a pas été autorisée à courir dans la saison 2006 parce que leur constructeur, Toyota, n'était pas autorisé à courir, alors l'équipe a décidé qu'elle piloterait des Dodge pendant la saison. L'équipe n'avait pas de matériaux pour fabriquer ses voitures de course, alors elle a acheté plusieurs voitures au Bill Davis Racing.

## Parcours en NASCAR Cup series

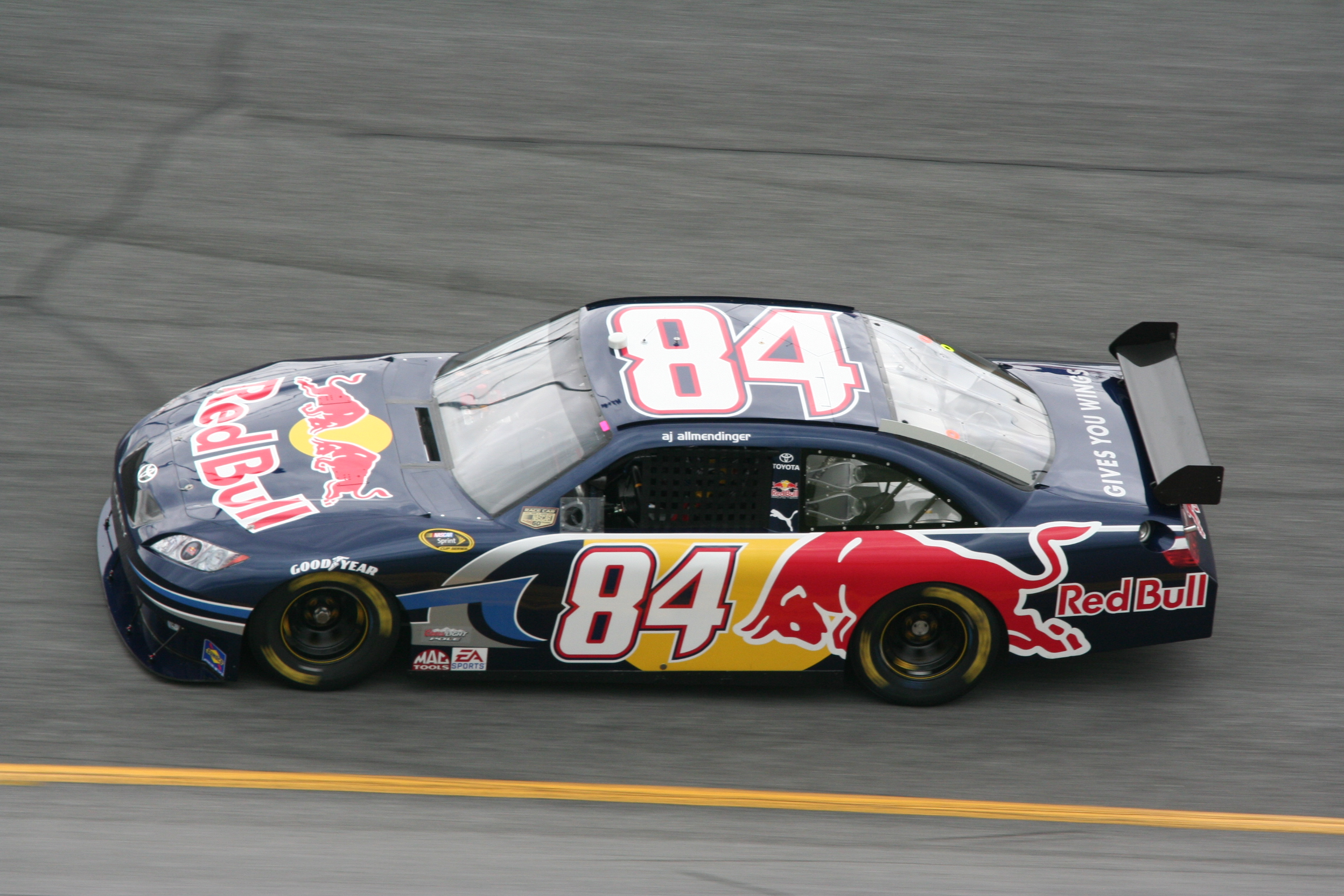
A.J. Allmendinger en 2008 sur la Toyota Camry no 84 du Team Red Bull.

L'écurie débute en Cup Series en 2007 en engageant Brian Vickers sur la voiture no 83 et A.J. Allmendinger sur la no 84. En 2009, Vickers remporte la course sur le Michigan International Speedway et Kasey Kahne, recruté l'année suivante, s'impose à Phoenix en 2011, dernière année de participation du Team Red Bull en NASCAR. Ce sont les seules victoires de l'écurie en 324 départs.